# Rapina record a New York
Rapina record a New York (The Anderson Tapes) è un film del 1971, diretto da Sidney Lumet.

## Trama
Duke Anderson viene rilasciato dopo dieci anni di reclusione e decide, quasi istantaneamente, di svaligiare l'intero edificio dove vive Ingrid, la sua ragazza, in una sola rapina. Il colpo viene finanziato da un boss mafioso nostalgico mentre Anderson arruola quattro dei suoi vecchi amici, a loro insaputa però l'intera operazione è sotto sorveglianza da parte di un detective privato.

## Produzione
- Il film segna il debutto cinematografico di Christopher Walken.[1]
- Il film fu girato in 1 East 91st Street, Manhattan, New York City.[2]

## Distribuzione

### Edizioni Home Video
In Italia il film è stato distribuito su DVD nel 2003 dalla Sony Pictures, senza contenuti extra.